# Agrostis parviflora
Agrostis parviflora är en gräsart som beskrevs av Robert Brown. Agrostis parviflora ingår i släktet ven, och familjen gräs. Inga underarter finns listade i Catalogue of Life.